# Brahmaea ledereri
Brahmaea ledereri là một loài bướm đêm thuộc họ Brahmaeidae. Nó được tìm thấy ở Thổ Nhĩ Kỳ tới Kavkaz.
Sải cánh dài 110–125 mm.

## Phụ loài
- Brahmaea ledereri christophi Staudinger, 1879 (Caucasus)
- Brahmaea ledereri ledereri Rogenhofer, 1873
- Brahmaea ledereri zaba de Freina, 1982 (miền đông Thổ Nhĩ Kỳ)